# Southaven
Southaven – miasto w Stanach Zjednoczonych, w stanie Missisipi, w hrabstwie DeSoto.